# کوبوفنول آ
کوبوفنول آ (به انگلیسی: Kobophenol A) با فرمول شیمیایی C56H44O13 یک ترکیب شیمیایی با شناسه پاب‌کم 196 است. که جرم مولی آن ۹۲۴٫۹۴ گرم بر مول می‌باشد. 